# Guido Catalano
Guido Catalano (Torino, 6 febbraio 1971) è uno scrittore e poeta italiano. 
Scrive per "Il Corriere della Sera Torino" e collabora con Smemoranda

## Biografia
Nasce e vive da sempre a Torino, città alla quale risulta essere fortemente legato.
Inizia a scrivere durante gli anni del liceo. Frequenta il liceo classico ma manifesta problemi d'apprendimento, tanto da venire bocciato in quarta ginnasio.
A 17 anni è il frontman dei Pikkia Froid, band rock-demenziale, per la quale scrive i testi delle canzoni. Quando la band si scioglie, inizia a leggere i testi delle canzoni in giro, scoprendo che "assomigliavano a poesie".
Finito il liceo, si iscrive a Lettere Moderne all'università.
Prima di diventare poeta di professione, intraprende i lavori più disparati: correttore di bozze per Einaudi, portiere di un residence, bozzettista.
Nel 2000 pubblica la sua prima raccolta (I cani hanno sempre ragione); nel 2005 apre il suo blog, che farà la sua fortuna insieme ai social network, ai reading e ai poetry slam.
Nel 2016 pubblica il suo primo romanzo, D'amore si muore ma io no, parzialmente autobiografico.

## Le opere
- I cani hanno sempre ragione, Torino, SEEd. 2000, ISBN 88-900268-2-0.
- Sono un poeta, cara, Torino, SEEd. 2003, ISBN 88-900268-7-1.
- Motosega, Torino, SEEd. 2007, ISBN 978-88-89688-13-7.
- Ti amo ma posso spiegarti, Torino, Miraggi Edizioni. 2011, ISBN 978-88-96910-18-4. 2019
- Piuttosto che morire m'ammazzo, Torino, Miraggi Edizioni. 2013, ISBN 978-88-96910-33-7.
- La donna che si baciava con i lupi, Torino, Miraggi Edizioni. 2014, ISBN 978-88-96910-48-1.
- D'amore si muore ma io no, Milano, Rizzoli, 2016, ISBN 978-88-17-07250-2.
- Ogni volta che mi baci muore un nazista. 144 poesie bellissime, Milano, Rizzoli 2017, ISBN 978-88-17-09213-5.
- Tu che non sei romantica, Milano, Rizzoli 2019.
- Poesie al megafono, Milano, Rizzoli 2019.
- Fiabe per adulti consenzienti, Milano, Rizzoli 2021, 978-88-17-13932-8.
- Amare male, Milano, Rizzoli 2022, 978-88-17-16167-1.
- Smettere di fumare baciando. 107 poesie senza filtro, Milano, Rizzoli 2023
- Cosa fanno le femmine in bagno?, Milano, Feltrinelli 2024

## Lo stile, i contenuti e le critiche
Catalano scrive sempre in versi liberi, utilizzando uno stile estremamente semplice e di facile comprensione, che non sempre viene apprezzato - è stato accusato di fare un "cattivo servizio alla poesia e alla nazione", e rappresentare "la deriva della poesia contemporanea".
L'amore è uno dei temi più ricorrenti (un espediente che spesso utilizza il poeta è quello di una sorta di dialogo immaginario con una donna non identificata), mentre l'ironia è onnipresente - egli definisce l'autoironia "la salvezza dalle brutture della vita" , essenziale anche per quello che riguarda i reading in pubblico, molto simili a spettacoli di cabaret - il poeta gioca molto sia sulla sua fisicità, sia sul suo evidente rotacismo.
Tra le fonti d'ispirazione cita Charles Bukowski e Jacques Prévert.

## Filmografia

### Attore
- Sono Guido e non guido, regia di Alessandro Maria Buonomo (2016)